# هنری مودسلی
هنری مودسلی (۲۲ اوت ۱۷۷۱–۱۴ فوریه ۱۸۳۱) مبتکر انگلیسی ماشین آلات صنعتی، ابزار و قالب ساز، و مخترع بود. او از پیشگامان تأسیس کننده فناوری ماشین‌ابزار محسوب می‌شود. اختراعات او پایه و اساس مهمی برای انقلاب صنعتی بود. اختراع هنری مودسلی، که یک ماشین ابزار، برای بریدن فلز بود، در حدود سال ۱۸۰۰، ساخت رزوه با اندازه‌های استاندارد را عملی کرد. اندازه‌های استاندارد رزوه، امکان تعویض قطعات و توسعهٔ تولید انبوه را فراهم کرد.

## اوایل زندگی
هنری که هم نام پدرش بود پنجمین فرزند از هفت فرزند آقای هنری و خانم مارگارت بود. پدرش نجار چرخ و عضو انجمن سلطنتی مهندسان بود. پدرش در حین کار مجروح شد و به همین دلیل در سال ۱۷۵۶ در زرادخانه سلطنتی، در وولویچ (کنت امروز) استخدام شد، جایی که تا سال ۱۷۷۶ مشغول بکار بود و سرانجام در سال ۱۷۸۰ درگذشت.

## سابقه حرفه‌ای
هنری مودسلی کار خود را در سن ۱۲ سالگی به عنوان کارگر باروت پر کن، در کارخانه مهمات سازی شروع کرد. پس از دو سال، وی به یک کارگاه نجاری منتقل شد و سپس در ۱۵ سالگی مدتی در یک آهنگری به کار پرداخت. ظاهراً تخصص او در آهنگری بیشتر مربوط به کارهای ظریف و سبک بوده‌است. در ضمن، هنری مودسلی، دریک ریخته‌گری اسلحه سازی، زیر نظر جان وربروگن، استاد هلندی مبتکر اسلحه نیز مدتی مشغول به کار بوده‌است.

## جوزف براما
هنری مودسلی چنان شهرت خوبی کسب کرد که جوزف براما به توصیه یکی از کارمندان خود خواستار خدمات وی شد. براما از اینکه هنری تنها هجده سال داشت تعجب کرد، اما هنری مودسلی توانایی خود را نشان داد و در کارگاه براما آغاز بکار کرد.

## قفل براما
جوزف براما، نوعی بهبود یافته از قفلی را بر اساس اصل غلتکی طراحی و ثبت کرد، اما از نظر اقتصادی تولید چنین قفلی مقرون به صرفه نبود. هنری مودسلی روی قفل که در ویترین مغازهٔ براما، به نمایش گذاشته شده بود یک آگهی نصب کرد و نوشت: «هر کسی که بتواند این قفل را باز کند ،۲۰۰ گینه جایزه می‌گیرد!». این قفل ۴۷ سال در برابر همه تلاش‌ها مقاومت کرد و باز نشد. در طول فعالیت حرفه ای خویش، هنری مودسلی مجموعه ای از ابزارها و ماشین آلات ویژه را طراحی و ساخته‌است که اجازه می‌دهد قفل با قیمت اقتصادی ساخته شود.

## پرس هیدرولیک
جوزف براما یک  دستگاه پرس هیدرولیک طراحی کرده بود، اما در کیپ کردن درز سیلندر موقع حرکت سرپیستون و میلهٔ پیستون با مشکل روبرو شده بود. روش معمول، استفاده از کنف بود. اما در این مورد فشار بیش از حد زیاد بود. هنری مودسلی با ایده یک واشر فنجانی از جنس چرم مشکل را رفع کرد. این واشر، پیستون را کاملاً کیپ می‌کرد، اما مانع حرکت پیستون نمی‌شد. این پرس هیدرولیکی پس از تکمیل کاملاً کارا بود. اما مودسلی که سهم عمده ای در تکمیل آن داشت، سهم کمی از افتخارش برد.

## ماشین تراش پیچ‌بری

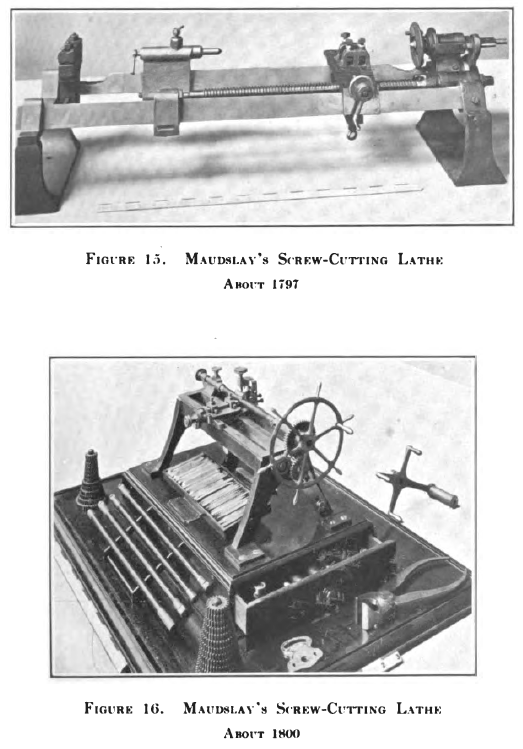
ماشین پیچ بری هنری مودسلی در مراحل ابتدایی، حدود سال ۱۷۹۷ هنگام کار برای جوزف براما و ۱۸۰۰ درکارگاه شخصی خود او

هنری مودسلی اولین ماشین تراش پیچ بری صنعتی را در سال۱۸۰۰ تکامل داد. ماشین هنری قادر بود برای اولین بار، اندازه‌های رزوه را استاندارد کند. این مکانیزم اجازه داد تا قطعات سازندهٔ ماشین قابل تعویض شوند (ایده ای که قبلاً مسخره بود).
هنگامی که مودسلی کار خود را برای براما آغاز کرد، دستگاه تراش معمولی توسط دست، کار می‌کرد و کارگر ابزار برش را در مقابل قطعه کار نگه می‌داشت. این امر به‌خصوص در برش آهن باعث افت دقت می‌شد.
به همین دلیل رزوه را بعد از مراحل ریخته‌گری و برش با قلم، باید سوهان می‌زدند؛ یعنی کاری وقت گیر که نیاز به مهارتهای فردی داشت. در آن زمان مهره فلزی نادر بود و پیچ‌ها معمولاً برای استفاده در چوب ساخته می‌شدند.
هنری مودسلی، یک ابزار قلم گیر ابتکار کرد. این ابزار قادر بود، قلم‌تراش را روی سطحی تعیین شده و استوار، در هر دو جهت مسیر برش، سر دهد. میزان لغزش، توسط یک پیچ تنظیم می‌شد. نیروی حرکت، توسط دو چرخ دندهٔ قابل تعویض به ابزار برش، منتقل می‌شد و بنابر این، سرعت حرکت خطی ابزار در تناسب با سرعت چرخشِ قطعه کار، تنظیم می‌شد. این امر باعث شد که دقت برش پیچ، بیشتر شود. حرکت کشویی ابزار تراش، انقلابی در، تولید انبوه قطعات صنعتی به‌وجود آورد. هنری مودسلی در گارگاه خویش،  قلاویز و حدیده‌های دقیقی ساخت که می‌توانستند پیچ‌ها و مهره‌هایی با استانداردها دقیق تولید کنند.

## زندگی شخصی و پایان عمر

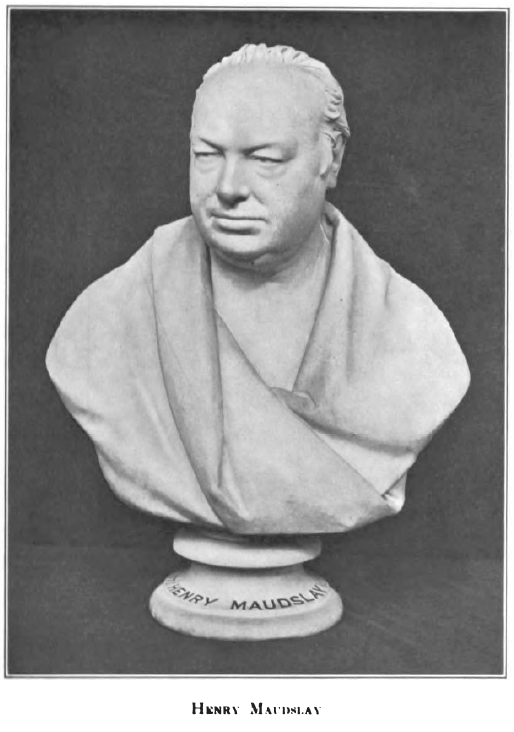
مجسمه هنری مودسلی در سال 1916

هنری مودسلی در سال ۱۷۹ با سارا تیندل، مستخدمهٔ جوزف براما ازدواج کرد. آنها با هم صاحب چهار پسر شدند. در اواخر عمر مودسلی علاقه به نجوم پیدا کرد و شروع به ساخت تلسکوپ کرد. او قصد داشت خانه ای بخرد و رصدخانه خصوصی در آنجا بسازد، اما قبل از اینکه بتواند نقشه خود را عملی کند در ۱۴ فوریه ۱۸۳۱ درگذشت. جسد وی در گورستان یک کلیسا در شهر وولویچ به خاک سپرده شده‌است.